# Yangonregionen
Yangonregionen är en region i Myanmar. Den ligger i den södra delen av landet, 300 km söder om huvudstaden Naypyidaw. Antalet invånare är 7 355 075. Arean är 10 277 kvadratkilometer. Yangonregionen gränsar till Bagoregionen.
Yangonregionen delas in i:
- Yangon South District
- Yangon East District
- Pabedan Township
- Yankin Township
- Yangon (East)
- Yangon (North)
- Hlegu
- Cocokyun
- Seikkan
- Pazundaung
- Seikgyikanaungto
- Dagon
- Dawbon
- Kyeemyindaing
- Hlaing
- Insein
- Dagon Myothit (Seikkan)
- Dagon Myothit (North)
- Hmawbi
- Botahtaung
- Lanmadaw
- Sanchaung
- Bahan
- Thingangyun
- Twantay
- Dagon Myothit (East)
- Shwepyithar
- Taikkyi
- Mingalartaungnyunt
- Mayangone
- Kyauktada
- Latha
- Dagon Myothit (South)
- Ahlone
- Htantabin
- Thaketa
- South Okkalapa
- Tamwe
- Kamaryut
- Hlaingtharya
- North Okkalapa
- Mingaladon
- Kungyangon
- Kawhmu
- Kyauktan
- Thongwa
- Kayan
- Dala
- Thanlyin

Följande samhällen finns i Yangonregionen:
- Rangoon
- Syriam
- Kanbe
- Thongwa
- Twante
- Kayan